# Adiemus: Songs of Sanctuary
Albums de Karl Jenkins
Adiemus II: Cantata Mundi
(1997)
Singles
1. Adiemus
Sortie : 10 octobre 1995

Adiemus: Songs of Sanctuary est le premier album du compositeur et musicien gallois Karl Jenkins, sorti en 1995, dans le cadre du projet Adiemus.
Le titre éponyme est rendu célèbre, avant la parution de l'album, par son utilisation en 1994 dans une publicité télévisée pour la compagnie aérienne américaine Delta Air Lines (ainsi que des médias liés à Delta Air Lines à cette époque, y compris des vidéos, avant le départ, à bord des vols Delta)[réf. nécessaire].

## Liste des titres
Toutes les chansons sont écrites et composées par Karl Jenkins.
| 1.    | Adiemus           | 4:00  |
| 2.    | Tintinnabulum     | 11:01 |
| 3.    | Cantus Inaequalis | 3:16  |
| 4.    | Cantus Insolitus  | 5:38  |
| 5.    | In Caelum Fero    | 7:47  |
| 6.    | Cantus Iteratus   | 6:40  |
| 7.    | Amaté Adea        | 5:21  |
| 8.    | Kayama            | 7:57  |
| 9.    | Hymn              | 2:39  |
| 54:18 |                   |       |

| Titre bonus - Édition Japon (28 juin 1995) | Titre bonus - Édition Japon (28 juin 1995) | Titre bonus - Édition Japon (28 juin 1995) | Titre bonus - Édition Japon (28 juin 1995) | Titre bonus - Édition Japon (28 juin 1995) | Titre bonus - Édition Japon (28 juin 1995) | Titre bonus - Édition Japon (28 juin 1995) | Titre bonus - Édition Japon (28 juin 1995) | Titre bonus - Édition Japon (28 juin 1995) | Titre bonus - Édition Japon (28 juin 1995) |
| No                                         | Titre                                      | Durée                                      |                                            |                                            |                                            |                                            |                                            |                                            |                                            |
| ------------------------------------------ | ------------------------------------------ | ------------------------------------------ | ------------------------------------------ | ------------------------------------------ | ------------------------------------------ | ------------------------------------------ | ------------------------------------------ | ------------------------------------------ | ------------------------------------------ |
| 10.                                        | Adiemus (Full version)                     | 5:24                                       |                                            |                                            |                                            |                                            |                                            |                                            |                                            |
| 59:44                                      |                                            |                                            |                                            |                                            |                                            |                                            |                                            |                                            |                                            |

| Titres bonus - Édition limitée Royaume-Uni et Europe (1995) | Titres bonus - Édition limitée Royaume-Uni et Europe (1995) | Titres bonus - Édition limitée Royaume-Uni et Europe (1995) | Titres bonus - Édition limitée Royaume-Uni et Europe (1995) | Titres bonus - Édition limitée Royaume-Uni et Europe (1995) | Titres bonus - Édition limitée Royaume-Uni et Europe (1995) | Titres bonus - Édition limitée Royaume-Uni et Europe (1995) | Titres bonus - Édition limitée Royaume-Uni et Europe (1995) | Titres bonus - Édition limitée Royaume-Uni et Europe (1995) | Titres bonus - Édition limitée Royaume-Uni et Europe (1995) |
| No                                                          | Titre                                                       | Durée                                                       |                                                             |                                                             |                                                             |                                                             |                                                             |                                                             |                                                             |
| ----------------------------------------------------------- | ----------------------------------------------------------- | ----------------------------------------------------------- | ----------------------------------------------------------- | ----------------------------------------------------------- | ----------------------------------------------------------- | ----------------------------------------------------------- | ----------------------------------------------------------- | ----------------------------------------------------------- | ----------------------------------------------------------- |
| 10.                                                         | Tintinnabulum (Radio edit)                                  | 4:42                                                        |                                                             |                                                             |                                                             |                                                             |                                                             |                                                             |                                                             |
| 11.                                                         | Kayama (Radio edit)                                         | 3:58                                                        |                                                             |                                                             |                                                             |                                                             |                                                             |                                                             |                                                             |
| 63:01                                                       |                                                             |                                                             |                                                             |                                                             |                                                             |                                                             |                                                             |                                                             |                                                             |

## Crédits
| - Miriam Stockley : chant - Mary Carewe : chant (additionnel) Orchestre - Composition, orchestration, direction : Karl Jenkins - Orchestre philharmonique de Londres - Premier violon : Robert St. John Wright - Percussions (additionnel) : Jody Barratt Jenkins - Percussion (improvisation) : Frank Ricotti | - Production : Karl Jenkins, Mike Ratledge - Arrangements (programmation des percussions) : Mike Ratledge - Producteur délégué : Helen Hodkinson - Mastering : Stephen Frost - Ingénierie, mixage : Steve Price - Ingénierie (additionnel) : Gary Thomas - Ingénierie (assistant), mixage (assistant) : Kirsten Cowie - Enregistrement (solo) Pamela Thorby (titres 2, 3, 5) - Design : Frost Design - Photographie : The Douglas Brothers, Peter Mountain, Phil Knot |